# سعد شاذلی

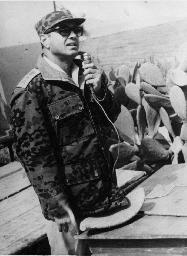

سعد شاذلی با نام کامل سعدالدین محمد الحسینی الشاذلی (۱۹۲۲–۲۰۱۱) نظامی مصری بود که در زمان جنگ اکتبر ۱۹۷۳ اعراب و اسرائیل ریاست ستاد مشترک ارتش مصر را بر عهده داشت. وی به دلیل انتقاد علنی از قرارداد کمپ دیوید از پست خود اخراج شد. مدتی به عنوان سفیر مصر در بریتانیا و پرتغال منصوب شد و سپس دوران تبعید را در الجزایر گذراند.
شاذلی طراح حمله موفقیت‌آمیز مصر در سال ۱۹۷۳ به دژ بارلو در شرق کانال سوئز بود. وی حدود سه سال ارتش مصر را برای تصرف این دژ مستحکم دفاعی تعلیم داد و برای این منظور پیاده‌نظام مصر را به صورت گسترده‌ای به موشک‌های ضدتانک مالیوتکا مسلح کرد و توانست در طول دو ساعت با استفاده از عنصر غافلگیری و آتش بسیار حجیم توپخانه (تنها در یک دقیقه اول ۱۰۵۰۰ گلوله توپ به نقاط مختلف دژ شلیک شد) خط بارلو را بشکند و با استقرار تعداد زیادی سیستم‌های موشکی زمین‌به هوا در غرب سوئز جلوی حمله جنگنده‌های اسرائیلی به نیروی زمینی مصر را بگیرد.